# تونل گدوک
 تونل گدوک  طولانی‌ترین تونل راه‌آهن خاورمیانه با طول ۲۸۸۷ متر است. این تونل در مسیر راه‌آهن مازندران و در گردنه گدوک در شهرستان سوادکوه قرار دارد. قطار آن را در طی مدت ۳ دقیقه و بیست ثانیه طی می‌کند، این تونل به‌دلیل درازای زیاد آن دارای ۵۶۰ سانتی‌متر عرض و ۶۰۰ سانتی‌متر ارتفاع می‌باشد و از این لحاظ عریض‌ترین تونل راه‌آهن در ایران است، همچنین در حدود ۹۰۰ متر انتهایی جنوبی آن بلندترین نقطه از لحاظ ارتفاع قرار دارد.
احداث این تونل به منظور رسیدن به خط راه آهنی با شیب ۲۸ در هزار در مناطق کوهستانی که در جلسه‌ای در سوم اردیبهشت سال ۱۳۱۱ با حضور سرمهندسان خطوط شمال و جنوب و وزیر راه وقت و شخص رضاشاه تصویب شده بود، انجام گرفت.
در هنگام احداث این تونل خطرات فراوانی وجود داشته‌است. در تابستان ۱۳۱۲ کارگران در هنگام حفر این تونل به یک منبع آب زیرزمینی برخورد کردند که بلافاصله پس از حفر تونل، آب به شدت جاری شد. جریان اولیه آب در حدود ۱۲۰ لیتر در ثانیه بوده‌است به طوری که در همان لحظات اولیه محوطهٔ جلوی تونل به رودخانه‌ای تبدیل شده‌است.